# 김재규
김재규(金載圭, 1924년 4월 9일 ~ 1980년 5월 24일)는 대한민국의 군인, 정치인이다.
제9대 국회의원(유신정우회, 전국구), 건설부 장관, 중앙정보부장을 지냈다. 박정희의 집권 기간 동안 대표적인 최측근으로 있었으나, 1979년 10월 26일 박정희 등을 암살한 10.26 사건을 일으켰다. 본관은 김녕(金寧)이고 경상북도 선산군 출생이며 호는 덕산(德山)이다.

## 생애

### 군인 생활
박정희의 동향(경상북도 구미) 후배이자 육사 2기로 박정희와 동기이다.
1943년 안동농림학교를 졸업한 후 일본 제국 해군 비행 예과 연습생에 선발되어 전투기 조종훈련을 받고 소위 임관을 앞둔 와중에 해방을 맞았다. 해방 후 조선국방경비사관학교 제2기생으로 입교하여 1946년 12월 졸업하였다. 그러나 재직 중 부대 내 사망사고의 책임을 지고 면직되어 잠시 김천중학교와 대륜중학교에서 교사생활을 하다가 복직하였다. 1952년에 육군대학을 졸업하고 1970년 한양대학교 대학원을 졸업하였다.
1963년부터 1966년까지는 보병제6사단 사단장으로 있었으며 1954년 육군 제5사단 36연대장을 거쳐 육군 제101연대장을 지냈고, 1956년 육군 준장 진급, 1957년 육군대학 부총장을 지냈다. 1961년 5.16 군사정변 직후 반혁명 세력으로 몰려 일시 감금되었으나 박정희의 명령으로 풀려나 군사정부에 적극 협조했다.

### 박정희 정권 시절

#### 군부에서 신임
이후 군사정권 치하에서 1961년 호남비료 사장, 1963년 육군 제6사단장으로 부임한다. 1964년 6ᆞ4계엄령이 선포되어 이 6사단은 서울의 계엄을 책임지게 된다. 이때 6사단장은 김종필 제거에 앞장서고 계엄령하의 경찰업무에 군을 동원하는 것을 거부한다. 그리고 1966년 육군 제6관구사령관, 1968년 육군 보안사령관, 1971년 육군 제3군단장을 역임하고 1973년 1월 6일 중앙정보부 차장 직책에 취임하였으며 해당 직책 재직 중이던 1973년 4월 25일 육군 중장으로 예편하였다. 그는 육군 제6사단장 시절이던 1964년, 6.3사태 당시 계엄군을 지휘하여 박정희에게 더 큰 신임을 받게 된다.

#### 한국기업의 중동진출에 기여
국회 입문은, 1973년 유신정우회(維新政友會) 소속의 9대 국회의원이 되어 국회에 입문하게 되었다. 중앙정보부 차장을 지내기도 한 그는 1974년 9월, 건설부 장관에 임명되었다. 박정희 대통령은 한국기업의 중동진출을 위한 결정을 내리는데, 그 중동진출 과정에 기여를 하며 건설부 장관으로 임명된 것이다.

#### 군사 정권에 반발의 표면화
건설부 장관때 이미 유신정권이 독재를 유지하는데 대해 회의를 갖고 있었던 것으로 보이고, 그러한 점은 대학생들이 데모로 연행되거나 구속되는 것 등에 대해 영향력을 행사하여 석방시킨 사례도 있는 것으로 보이며, 방송에 따르면 건설부 장관 재직때 박 대통령을 독대하는 상황을 맞아 암살을 시도하려고 전역당시 소지하고 있던 권총을 소지하였지만 이유는 불명이지만 불발에 그친 것으로 알려졌다.

#### 정보기관장 취임
1976년 12월 중앙정보부장 자리를 맡으면서 의원직을 사퇴하였다.
이후 빈번한 소요사태 발생과 긴급조치령의 남발에 따른 정치세력간의 알력과 갈등이 첨예하게 전개되던 상황 속에서, 그는 주도면밀한 정보수집과 사태무마의 임무를 수행하였다.

### 박정희 암살과 사형
그러나 1979년 8월 11일 YH 무역 여공 농성 사건(YH貿易 女工 籠城 事件), 10월 4일 신민당 총재 김영삼(金泳三)의 국회의원 제명 사건, 10월 16일 부마사태 등 계속된 정국불안사건을 수습하면서, 유신정권의 정당성에 대한 의문과 회의를 느끼기 시작하였다. 동시에 시국 수습책을 둘러싸고 강경파인 대통령 경호실장 차지철(車智徹) 과 심각한 마찰을 빚고, 차지철과 그를 옹호하는 박정희에 대한 반감과 불신을 가지게 되었다. 이 와중에 주프랑스 공사 이상열(李相悅)을 매수하여 1979년 10월 7일 전(前) 중앙정보부장 김형욱(金炯旭)을 유인 살해하도록 유도한다.
1979년 10월 26일, 서울 종로구 궁정동 중앙정보부 안전가옥에서 박정희 대통령과 김계원 대통령 비서실장 및 차지철 대통령 경호실장과의 연회 술자리 도중, 박정희 대통령과 차지철 경호실장을 발터 PPK 권총으로 시해, 10.26 사태를 일으키고 체포되어 군사재판에 회부되었다.
궁정동 안가에 남겨둔 박 전 대통령을 국군병원으로 옮긴 것을 몰랐으며, 김계원 비서실장이 시신을 옮기는지 알았다면 허락 안했을 것이라며 "혁명의 실패는 김계원 비서실장 때문이라고 말했다.
이후 1980년 1월 28일 육군 고등계엄군법회의에서 "내란목적살인 및 내란미수죄"로 사형을 선고받고 그 해 5월 24일 서울구치소에서 사형이 집행되었다.

### 김재규의 생존 루머
사형 집행이 끝나고 김재규의 시신을 바꿔치기 했다는 소문이 돌았다. 친동생 김항규씨는 김재규 전 중정부장이 어딘가에 살아 있다는 설은 루머이며, 시신을 받아서 혹여나 시신이 바뀌었는지 탐독했던 탐정 소설에서처럼 여기 저기 살펴본 결과 형이 틀림이 없었고 시신의 목에는 교수형 때 밧줄 자국이 선명하게 있었다고 한다.

### 군사법원에서 재심의 여지
비록 김재규 전 중정부장의 혁명 시도가 설혹 혁명이 아니라고 하더라도 박정희 대통령이 '부마항쟁을 진압하지 못하면 직접 발포명령을 내리겠다.'고 말한 것으로 알려진 만큼, 그랬다면 대한민국은 그나마의 형식적 민주주의마져 파괴되고 캄보디아와 같은 극한의 내전상태가 초래되거나 북한 김일성의 남침이 촉박되었을 개연성도 있다고 보이며, 결국 김재규 전 중정부장이 비록 권력의 핵심부인 중정부장이지만, 그 역시도 찬밥대접을 받던 상황에서 정규병력을 동원할 수도 없는 민간인으로서 구테타를 할 수도 없는 상황이라면 선택지는 암살뿐이었으리라고 판단할 수 밖에 없을 것으로 보인다.
따라서 김재규 전 중정부장이 비록 살인의 죄책을 받고 육군 고등계엄군법회의에서 사형이 선고되었지만, 선고된 죄명인 '내란목적살인 및 내란미수죄'는 적법한 범죄구성요건이라고 할 수 없어보이며, '단순 살인'(박정희, 차지철)으로만 처벌되었어야 한다고 보이며, 재심을 통해 육군고등계엄군법회의의 선고를 재고해야 한다고 본다.

### 학력
- 안동농림고등학교 졸업
- 대구농업전문학교 중등교원 양성소 졸업
- 조선국방경비사관학교 2기
- 육군보병학교 졸업
- 육군포병학교 졸업
- 육군공병학교 졸업
- 육군대학 졸업
- 한양대학교 대학원 산업공학과 공학석사
- 한양대학교 대학원 정치외교학과 정치학 석사

## 박정희 암살의 동기

### 민주화 혁명
YH 사건으로 박정희 정권과 정면 대결을 선포하는 기자 회견에서 신민당 총재 김영삼은 "박정희씨의 하야를 강력히 요구한다."라 발표한다.

#### 김재규 본인의 변론
김재규는 1심 최후변론에서 다음과 같이 말했다.
| “ | 저의 10월 26일 혁명의 목적을 말씀드리자면 다섯 가지입니다. 첫번째가 자유민주주의를 회복하는 것이요, 두번째는 이 나라 국민들의 보다 많은 희생을 막는 것입니다. 또 세번째는 우리 나라를 적화로부터 방지하는 것입니다. 네번째는 혈맹의 우방인 미국과의 관계가 건국이래 가장 나쁜 상태이므로 이 관계를 완전히 회복해서 돈독한 관계를 가지고 국방을 위시해서 외교 경제까지 보다 적극적인 협력을 통해서 국익을 도모하자는 데 있었던 것입니다. 마지막 다섯번째로 국제적으로 우리가 독재 국가로서 나쁜 이미지를 갖고 있습니다. 이것을 씻고 이 나라 국민과 국가가 국제 사회에서 명예를 회복하는 것입니다. 이 다섯 가지가 저의 혁명의 목적이었습니다. | ” |

김재규는 ‘내가 (거사를) 안 하면 틀림없이 부마항쟁이 5대도시로 확대돼서 4·19보다 더 큰 사태가 일어날 것이다’고 판단했다. 이승만은 물러날 줄 알았지만 박정희는 절대 물러날 성격이 아니라는 판단을 했다. 차지철은 ‘캄보디아에서 300만을 죽였는데 우리가 100만~200만 명 못 죽이겠느냐’고 했다. 그런 참모가 옆에 있고 박정희도 ‘자유당때는 최인규와 곽영주가 발포 명령을 내렸기 때문에 사형집행 했는데 내가 직접 발포 명령을 내리면 대통령을 사형시킬 사람이 누가 있겠어’라고 말을 했다. 이에 김재규는 더 큰 희생을 막기 위해서 했다고 한다. 하지만 차지철과 분쟁이 있기 전까지는 박정희의 충신이었다는 점에서 그가 급조한 것이라는 주장이 있다.
하지만, 장준하 측근을 돕고 김대중을 풀어 김영삼과 만나게 하는 등의 거사 전 행동과 미국의 기록을 볼 때 민주주의에 생각이 많은 자라 볼 수 있어 김재규의 주장은 신빙성이 있다.
[출저: [MBC '이제는 말할 수 있다' 2004년 4월 4일 (일) 제 78 회 ▣ 79년 10월, 김재규는 왜 쏘았는가 / “장준하-김재규 '거사' 밀약 했다” | 일요신문 ]
암살 당시에 안가의 '가'동에는 육군 참모총장이 만날 약속이 잡혀서 정보부장을 기다리고 있었는데 강신옥 변호사에게 정승화 총장도 자신에게 속아서 궁정동으로 왔다고 답한다. 그곳엔 중앙정보부 제2차장보도 함께 대기한 바 있었다.

### NPT 가입 후에도 핵개발 추진
박정희 정부는 1968년 핵확산방지조약(NPT)에 서명하였지만 북한이 NPT에 가입하지 않았다는 이유로 NPT 비준을 미뤄왔다. 1975년 4월 23일에 한국 국회에서 비준이 이루어지면서 대한민국은 조약 서명 후 7년 만에 NPT 회원국이 되었다. 그러나 박정희 정부는 NPT 가입 후에도 지속적으로 핵 개발을 추진하였다. 박정희 정부 관계 부처의 의견 변화를 살펴보면 박정희 정부는 NPT 가입 후 오히려 핵능력을 증진하는 것이 가능할 것이라 생각하고 가입을 결정했다. NPT 가입이 핵 포기를 의미한다는 일반적인 주장에 합치하지 않는 사례이다.

### 전 정보기관장의 개인 재산 동결
1978년 10월말 한미관계조사보고서(프레이저 보고서)에 따르면 씨티은행이 미국과 해외계좌에 있는 그의 재산 총액이 1500~2000만 달러로 추정된다는 자료를 제출했다. 그 자료가 제출되기 전에 김형욱 전 중앙정보부장은 하원 청문회장에 증언대에서 260만 달러를 미국으로 가져와서 그 절반은 도박으로 날렸다고 시인했다.
박정희는 미국으로 망명한 최측근 김형욱에 격노하며 상소금지, 재산몰수, 궐석재판에다 외국 도피자·거주자 처벌 등 초법적 내용을 담은 ‘특별조치법’ 제정을 지시한다. 그에 따라 1982년에는 반국가행위자의 처벌에 관한 특별조치법 (반국가특별법) 위반죄로 김형욱은 재산 몰수형까지 받게 되고 1998년에야 재산 몰수형이 취소되어 가족들이 국가로부터 재산을 모두 돌려 받는다.

### 최태민 박근혜 문제

#### 부동산 1천억원, 동산 2천억원이던 구국여성봉사단 총재의 개인 재산
박근혜 대통령 탄핵소추안의 국회 통과 시기에 김재규 일가는 언론 인터뷰에서 최태민의 비리가 시해 사건의 원인이 되었다고 밝혔다. 최순실이 이복 동생 되는 최재석은 2017년 PD수첩 방송에서 아버지 최태민의 개인 재산이 1994년 5월 사망 시점에서는 부동산으로 1천억원, 동산은 개인 금고에 2천억원해서 모두 3천억원 정도 되었다고 알린다. 최재석은 네번째 부인, 최순실은 다섯번째 부인의 자녀인데 최태민이 노란 봉투 2개에 담긴 등기부 등본 등의 서류를 최재석 자신에게 보여주는데 부동산 재산 목록이었다고 한다. 그런데 최태민의 사망직후 친척들이 다 모이고 2~3일 후에 최순실의 친모인 임선희는 에어콘까지 뜯어서 이사를 갔는데 그 금고의 돈도 모두 사라졌으며, 깡패 3~40명이 최재석에게 와서 살해 위협을 하길래 112에 신고하였는데 경찰 조차 오지 않았다.
1975년 5월 구국여성봉사단 총재로 있는 사이비목사 최태민이 자칭 태자마마라 칭하며 사기횡령 등은 물론 여자들과의 추문도 있어 대통령에게 보고했으며 '정보부에서 그런 것도 조사하나'며 반문해서 김 전부장이 놀랬다고 한다.

### 우발적 범죄설
김재규 본인은 1979년 12월 18일 계엄군법회의 최후진술에서 "민주화를 위하여 야수의 심정으로 유신의 심장을 쏘았다", "계획적인 혁명 거사였다" 라고 주장한다.
김재규의 1·2·3심 변호를 맡았던 안동일 변호사에게 김재규는 10·26 이전에도 서너 차례 대통령 시해 준비를 했지만 결행하지 못했다고 털어 놓았다.
전국민에게 전달하고 싶어 했던 "혁명을 했다"는 메시지 조차 김재규는 옥바라지했던 동생에게 다급하게 전해야 했다. 12·12 군사반란은 공조직을 병들게 하고 무력화한 군부 안에 암세포 같던 사조직이 반란의 주체였지만 당시 국민은 이런 사실을 전혀 알지 못했다. 12월12일이 수요일이었으나 전두환씨는 12월 12일이 토요일이어서 휴일동안 수사를 하고 조용히 마무리 지을 작정이었다고 말한다.

### 미국의 박정희 제거 지령설
10.26 사태 며칠 전 김재규는 로버트 브루스터 CIA 한국지부장을 면담했다. 이 일로 미국이 박정희의 죽음에 개입했다는 의혹이 제기됐다. 김재규는 군사재판에서 사상 최악에 이른 한미관계의 개선을 자신의 거사의 한 이유로 들었지만 미국의 직접적인 개입은 부정했다. 주한미국대사 글라이스틴은 김재규의 한미관계 발언을 '쓰레기 같은 소리'라면서 신경질적인 반응을 보였다.
비교적 최근인 2011년 1월 18일에는, 한 재미 동포에 의해 김재규에 관한 미국의 당시 비밀문서가 모두 비공개 처리되었다는 사실이 밝혀지고, 김재규가 박정희 대통령을 저격하던 당일 오후 2시에 글라이스틴 주한미국대사를 만난 사실이 뒤늦게 드러나서 김재규의 박정희 암살에 대한 의문과 관심이 한층 더 높아지기도 했다.

## 중앙정보부장으로서 기타 범죄

### 김형욱 살인교사
2005년 5월 26일 국가정보원 과거사건 진실규명을 통한 발전위원회(위원장 오충일)는 1979년 9월 말 이전, 김재규가 중앙정보부의 프랑스 거점장이었던 이상열 주프랑스 공사에게 김형욱 전 중앙정보부장 살해를 지시하였다는 중간 조사 결과를 발표했다. 김재규의 지시를 받은 이상열은 중앙정보부 연수생 2명을 적임자로 선정하였다. 연수생 A는 제3국인 2명에게 살인 청부를 하여 이들과 함께 1979년 10월 7일 승용차로 김형욱을 납치해 파리 근교로 끌고갔고, 제3국인이 권총으로 김형욱을 살해한 뒤 낙옆으로 시신을 덮어놓고 현장을 빠져나왔다. 이후 연수생 B는 제3국인 2명에게 미화 10만달러를 지급하였다. 관저에서 연수생 A로부터 결과를 보고받은 이상열은 증거를 인멸한 뒤 귀국할 것을 지시했고, 귀국한 A는 1979년 10월 13일 경 김재규에게 결과를 보고했다. 결과를 보고 받은 김재규는 A를 중앙정보부장 직속기관인 정책연구실로 발령하고 300만원과 20만원이 든 봉투 두개씩을 지급하며 살해에 가담한 B와 나눠 갖도록 했다.
2020년 2월 3일 김재규의 셋째 동생 김정숙씨는 중앙일보와의 인터뷰에서 김형욱 전 중앙정보부장 실종사건은 우리가 아는 한 고인이 관여한 게 아니다라고 말했다. 이스라엘 모사드에 파견되어 특수 암살 훈련을 받은 요원이 중앙정보부 암살 실행조 일원으로 같이 있었으며, 1979년초 청와대 별관으로 불려 갔을 때 박정희 전 대통령이 술을 손수 따라주며 "나쁜 놈이로구나, 내가 믿었던 김형욱 이놈이 나쁜 놈이로구나"하고 통탄을 하였다고 언급하였다.

### 예산 유용해 박정희 뇌물 시계 제작
1979년 8월 하순 김재규 중앙정보부장은 박정희 대통령의 생일 선물용 시계를 제작하기로 하고 중앙정보부장 비서실의 김모 행정비서관을 통해 주제네바대표부 N서기관에게 「일요일 오전 10시에 취리히 공항에 도착하는 KAL기 편으로 긴급문서를 보내니, 기장으로부터 직접 문서를 수령해 결과를 보고하라」는 내용의 전문을 보냈다. 취리히 공항의 KAL 사무소장은 N서기관이 도착하자 <사진과 같은 회중시계를 파텍 필립사나 피아제사에 주문하되, 11월 중순까지 물건이 서울에 도착해야 한다. 회중시계는 18K로 하고, 시계 전면과 후면의 도안은 나중에 보내겠다>라는 내용이 담긴 중앙정보부의 김모 행정비서관이 작성한 편지와 파텍필립사에서 제작한 회중시계 사진이 들어있는 봉투 하나를 건네주었다.
N서기관은 봉투를 건네 받은 다음 날 아침 파텍필립과 피아제를 차례로 방문하였는데, 파텍필립의 영업 담당 책임자는 「시계의 금형을 새로 제작해야 한다. 시계 표면의 조각과 부속품 제작을 장인들이 수작업으로 해서 빨리 만들 수 없다. 시계를 만들고 나서 한국의 기후와 습도 등을 고려해 한 달 동안 시험 가동을 해야 한다. 최소한 6개월 전에는 주문해야 한다」는 설명을 하며 김재규의 중앙정보부 측에서 원한 11월 초순까지는 시계를 만들기가 어렵겠다고 하였다.
같은 날 오후 피아제를 방문한 N서기관은 극동지역 영업 담당자에게 중앙정보부의 주문 내용을 전달하였고, 다음 날 아침 『시간이 너무 빠듯하지만, 한국과의 거래 관계 등을 고려해 시계를 제작하겠다』는 연락을 받았다. 피아제는 당시 김포공항 면세점에서 자신들의 제품을 판매하고 있었다.
이같은 사실을 N서기관으로부터 보고받은 김갑수 중앙정보부 비서실장은 <시계 제작 문제는 김재규 부장님의 각별한 관심사항이니 차질 없이 처리하라. 시계는 반드시 파텍 필립사에서 제작하되, 기일 내에 서울에 도착할 수 있도록 하라>는 피아제사에서 시계를 제작하는 것은 안된다는 내용의 전문과 제작할 시계의 도안을 주제네바대표부에 보냈다. 시계 도안은 회중시계 덮개에 봉황 문양의 대통령 문장이 새겨지고, 가운데에는 훈장을 패용한 박정희의 반신상 사진이 들어가도록 도안되어 있었으며 회중시계 뒷면 좌우 양쪽에는 여러 개의 무궁화가, 가운데에는 「근축 탄신 1979」라는 글씨가 새겨지게 되어 있었다.
다음 일요일 N서기관은 김갑수의 전문을 전달받았고, 파텍필립의 영업 책임자를 다시 만났다. 파텍필립 측은 시간 외 작업을 하겠다며 김재규가 주문한 시계 제작을 맡기로 하였다. 주문액 보증금은 제네바 대표부 관인을 날인한 작업요청 공한으로 대신하였다.
1979년 10월 중순 파텍필립은 1만 9000달러의 제작 비용을 청구하는 송장을 주제네바대표부에 보냈고, N서기관은 제네바 현지 시각 기준 10월 26일 오전에 외교 행낭 편으로 송장을 한국으로 보냈다. 한국 시간으로는 10월 26일 오후 무렵에 해당하였고, 주문한 시계 가격인 1만 9000달러는 N서기관의 1년치 봉급과 각종 수당을 합친 금액과 비슷하였다.
송장을 보낸 후 얼마 지나지 않은 시점인 10월 26일 오후 9시경(제네바 현지 시각 기준), 영국 BBC 방송이 「서울에서 쿠데타가 발생했다」는 긴급 뉴스를 내보냈고 제네바 대표부 직원들은 대개 이 방송을 청취하였으며, 얼마 뒤 김재규가 박정희를 시해한 사실도 전해졌다.
이에 시계의 필요를 상실한 중앙정보부와 제네바대표부는 주문 취소를 고려하였으나 시계 완성을 앞두고 있던 파텍필립 측은 제작 계속 의사를 밝혔다. 1980년 4월 10일경, 중앙정보부 본부는 「회중시계를 구입하기로 결정했으니, 가격과 물품 인수 가능 일자를 보고하라」는 전문을 제네바대표부에 보냈고, 중앙정보부는 중도에 구입을 보류하였다가 다시 시계 구입 결정을 확정하였다.
중앙정보부의 담당 국장은 파텍필립으로부터 받은 시계를 전두환에게 전달하였고, 전두환은 보안사령부를 통해 1980년 경 박정희의 딸인 박근혜에게 전달하였다.

## 평가

### 긍정적 평가
2019년 5월 1일 부대관리훈령 개정을 국방부 차원에서 마무리 하였다고 밝혔다. 그에 따라 육군 3군단과 6사단의 역대 지휘관으로 사진이 게시되며, 부대의 역대 지휘관 명단에도 40여년 만에 다시 올라간다.
강창성 민주당 국회의원은 미국의 압력으로 핵무기 개발노력이 수포로 돌아갔으며 박 대통령의 시해도 이와 관련이 있는 것 같다고 주장했다.
함세웅 신부는 "우리 시대 가장 큰 희생자는 김재규 부장이다. 김재규 부장이 역사적으로 재평가될 때 한국의 민주주의가 확인되는 것이다."라고 말했고, 이것을 언론에서는 민주 인권의 상징이라는 존재의 발언으로 보도했다.
김재규 전 중정부장의 매제인 오수춘 전 육군 중령은 김 전부장이 간첩사건을 조작하던 전임자와는 완전히 다른 사람이라며, '동백림 사건' 같은 종류의 '한 건'과는 거리가 먼 사람이라고 밝혔다.
박정희 대통령을 규탄하던 부마사태 시기에 마산에서 시위대에게 대열을 갖추라고 하고 구호를 외치게 하던 경남대 여대생 2명은 시위 현장에서 체포되어서, 시위 주동자로서 성고문을 받으며 취조 시설에 수감되어 있었다. 그런데 박 대통령 서거후 한달 반이 지난 후에 면소 판결을 받고 풀려났으며, 부마사태 1번째 시위 주동자의 긴급조치법 위반 혐의는 무죄 판결이 났으며, 어느 시위 참가자의 무죄 판결을 내린 재판관은 판결을 내리며 피고를 격려한 바있다.
신군부는 김재규를 패륜아로 만드는 언론 보도 관제(검열 및 대응) 프레임을 진행했다. 김재규의 여동생 김단희는 언론에 '(부마항쟁 등에) 민란이 일어나면 대통령 가족들을 그냥 두겠느냐, 박근혜와 (박정희) 아이들이 광화문 네거리에서 처참한 모습으로 내쫓기는 모습을 어떻게 보느냐'고 김재규가 안타까워했었다고 했다.

### 기타 평가
박근혜 전 대통령은 1989년 5월 19일 TV방송에서 옛날에는 독을 앞에 놓고도 임금에게 상소라는 것을 했었고, 아버지 박정희는 김재규에게 정보부장이라는 높은 자리를 주었는데 유신에 대해서 나쁘게 생각했다면 한번이라도 어떻다고 이야기를 했어야 했는데 그런 식으로 배신을 하는 것은 패륜이라고 말한다.
1980년 당시의 전두환은 대통령으로 재직중이었고, 이때 이미 1979년 당시 보안사령관 겸 중앙정보부장 서리이던 전두환은 합동수사본부 직제로 수사를 총괄하였고, 당시 민간인 신분인 중앙정보부장 김재규를 군법회의(현재의 군사법원)에 기소하였고, 1심과 2심은 각 계엄군법회의와 계엄고등군법회의에서 재판하였는데, 수사를 맡은 전두환의 합동수사본부는 김재규의 자택에 대한 압수수색 등을 하여, 고가의 미술품을 압수하였다고 하였는데, 이 작품의 작자로 지목된 천경자 화백은 서울방송(SBS) '그것이 알고 싶다' 제1061회편'(2017.1.21.)에서의 기존 발언 등에서 '내 작품이 아니다. 작품은 작가에게는 아기와 같은데, 자기 작품을 못 알아본다는 것은 말이 안된다.'고 하였고, 결과적으로 '집권을 위한 신군부가 부패혐의를 덮어씌우려고 조작한 것이 아니냐는 의혹이 제기'된 바도 있다.

## 10·26 사건 김재규 재심결정 및 소송 과정
민주사회를 위한 변호사모임과 김재규씨 여동생의 10·26 사건 재심 청구를 4년만에 2024년 4월 17일에 심리할 예정이다.
서울고등법원 형사7부(부장판사 이재권, 송미경 고법판사, 김슬기 고법판사)는 2025년 2월 19일에 재심개시결정을 하였다.
서울고등검찰청의 이의제기에 따라서 대법원에 이송된 재심사건은 대법원 소부 1부(주심 신숙희  대법관)의 검찰항고기각 결정을 2025년 5월 13일 확정하여 김재규 재심이 개시될 수 있게 되었다.
서울고등법원 형사7부(부장판사 이재권)는 2025년 6월 4일에 김재규 재심사건을 2025년 7월 16일 오전 11시에 첫 공판기일을 지정하여, 1980년부터 만 45년만에 김재규 사건이 다시 재판정에 오르게 되었다.
서울고등법원 형사7부(부장판사 이재권)는 2025년 7월 16일 오전 11시에 첫 공판기일을 열었고, 김 전 부장 측 변호인단은 “이 사건은 사법부의 치욕을 바로잡는 계기”라며 “피고인의 행위를 사법적으로 어떻게 봐야 할지 살펴봐야 한다. 또 피고인은 일관되게 ‘야수의 심정으로 유신의 심장을 쐈다’고 했다. 사실상 6~7개월 만에 모든 형이 집행되는 유례없는 졸속 재판이었고 변호인의 접견권·조력권이 심각하게 침해됐다”고 지적했다. 또한 박 전 대통령 피살 이후 선포된 비상계엄은 위법하고, 이에 비상계엄을 전제로 한 보안사의 수사 역시 직권남용이라고 주장했다. 계엄 선포 당시 민간인이었던 김 전 부장이 군 수사와 군법 재판을 받은 것 역시 위법하므로 무죄라는 취지다. 또 김 전 부장의 박 전 대통령 암살 목적은 국민 저항권행사일뿐 내란 목적이 아니라고도 했다. 유족인 김정숙 소송원고는 '오빠는 최후 진술에서 10·26 혁명의 목표는 민주주의의 태동과 국민들의 크나큰 희생을 막기 위한 것이었다고 말했고, 지난 45년 동안 이 말을 굳게 믿어 왔다”고 주장했다.
김재규 재심사건의 담당재판부인 서울고등법원 형사7부(부장판사 이재권)는 2025년 9월 5일에 2차 공판기일을 지정했다.

## 상훈
충무무공훈장, 대통령표창, 보국훈장 천수장·삼일장·국선장·광복장·통일장과 킹압둘아지즈훈장(사우디아라비아) 등을 받았다.

## 가족 관계
- 아버지: 김형철(1907년 ~ 1975년)
- 어머니: 권유금(1905년 ~ 2001년)
- 아내: 김영희(1930년 ~ )
  - 딸 : 김수영(1953년 ~ )
- 남동생: 김항규(1928년 ~ 1997년)
- 누이동생: 김재선(1933년 ~)
- 누이동생: 김재숙(1935년 ~ 2019년)
- 누이동생: 김정숙(1939년 ~ )

장남 김성신 장녀 김성은
- 누이동생: 김단희(1943년 ~ )

오현석 장녀 오영민
- 누이동생: 김순희(1946년 ~ )

장녀 이영신
- 매제: 김양환 세째 여동생 김정숙의 부군 (1940년~, 경북 선산 출생, 경북대학교 경제학과, 연세대학교 경영대학원 석사, 국세청•대한주택공사비서실장 역임, 1980년 해직)
- 매제: 오수춘 (1940년 서울 출생. 육군사관학교 16기 및 보병학교·서울대학교 행정학과 학사 출신. 1973년 육군 제3군단 부참모장 재직시 대한민국 육군 중령 예편. 김단희의 부군.)
- 누이동생: 김순희(1946년 ~ )
- 남동생: 김영규(1951년 ~ )

## 역대 선거 결과
| 실시년도 | 선거 | 대수 | 직책     | 선거구           | 정당       | 득표수 | 득표율      | 순위 | 당락 | 비고 |
| -------- | ---- | ---- | -------- | ---------------- | ---------- | ------ | ----------- | ---- | ---- | ---- |
| 1973년   | 총선 | 9대  | 국회의원 | 통일주체국민회의 | 유신정우회 |        | \| \| 0% \| | 지명 |      | 초선 |
|          | 0%   |      |          |                  |            |        |             |      |      |      |

## 김재규를 연기한 배우들
- 김동현 - 1993년(제3공화국) MBC 드라마
- 백찬기 - 1993년(다큐멘터리극장) KBS1TV 실록
- 김흥기 - 1995년(코리아게이트) SBS 드라마
- 박근형 - 1995년(제4공화국) MBC 드라마
- 김동현 - 1998년(삼김시대) SBS 드라마
- 박용수 - 2004년(효자동 이발사) 청어람 영화
- 김형일 - 2005년 (제5공화국) MBC 드라마
- 백윤식 - 2005년(그때 그사람들) MK픽쳐스 영화
- 김병기 - 2011년(빛과 그림자) MBC 드라마
- 이병헌 - 2020년(남산의 부장들) 하이브미디어코프
- 차건우 - 2023년(서울의 봄) 하이브미디어코프
- 유성주 - 2024년(행복의 나라) 파파스필름

## 같이 보기
| - 10·26 사태 - 중앙정보부 - 권영길 - 박정희 - 차지철 - 정승화 - 최종대 - 박선호 - 박흥주 - 정병주 - 김오랑 - 전두환 - 박종규 | - 제3공화국 - 제4공화국 - 최규하 정부 - 유신정우회 - 안두희 - 김형욱 - 이후락 - 김종필 - 대한민국의 경찰#1970년대 국내 마약사업의 성장 |